# Sigfrid Moen
Paul Sigfrid Moen, född 25 januari 1897 i Idre församling i Kopparbergs län, död 15 februari 1989 på Lidingö, var en svensk missionär, språkvetare och fotograf. Han är mest känd för sin missionsverksamhet i Xinjiang åren 1925–1938 och har efterlämnat ett stort bestånd bilder i Riksarkivet.